# Dialetto salentino meridionale
Il dialetto salentino meridionale è un dialetto parlato nella zona a sud della linea Gallipoli-Maglie-Otranto. Costituisce la variante meridionale del salentino, a sua volta incluso nei dialetti italiani meridionali estremi.

## Diffusione geografica
Comuni al sud della linea Gallipoli-Maglie-Otranto
Altri comuni, pur rientrando nella fascia del leccese (ad esempio Matino, Parabita ed altri), ne restano effettivamente fuori, in quanto linguisticamente molto più vicini al salentino meridionale.
Tuttavia per il dialetto salentino meridionale esistono anche delle varianti, una tra queste è il dialetto gallipolino che presenta diverse caratteristiche soprattutto nell'uso delle vocali e nell'accento (più pesante e grave rispetto a quello del resto del territorio).

## Storia
Oronzo Parlangeli, affronta il tema soprattutto dal punto di vista storico, affermando che l'arrivo dei Bizantini in Terra d'Otranto fu motivo di rottura dell'unità linguistica preesistente: la parte meridionale è rimasta così quella più conservativa; la parte settentrionale, quella più aperta alle innovazioni provenienti dal resto d'Italia; la parte centrale, infine, accettava solo le innovazioni provenienti dal Nord del Salento.

## Caratteristiche generali
Il dialetto dell'estremo sud del Salento è caratterizzato da un sistema vocalico dove non sono presenti fenomeni metafonetici né di dittongazione condizionata. Come nel Salento centrale, anche qui le tre vocali estreme palatali Ī, Ĭ, Ē danno sempre un solo esito fondendosi in i, mentre le tre estreme velari Ō, Ŭ, Ū danno u. A tal riguardo, il Panareo (1903) cita: ripa (RĪPA), sṭṛittu (STRĬCTU), sira (SĒRA); uče (VŌCE), urpe (VŬLPE), nutu (NŪDU). La vocale Ŏ, diversamente dalle altre varietà salentine, dà sempre o (foku < FŎCU); ugualmente, Ĕ dà -quasi- sempre e (pete < PĔDE), tranne in alcuni casi in cui, date le seconde condizioni, si può trovare il dittongo iè. Alcuni esempi da Maglie: kurtieḍḍu, martieḍḍu, skarpieḍḍu (-ĔLLU), mieru (MĔRU). In aggiunta, le vocali atone I ed E sia in posizione pretonica che postonica, in alcuni dialetti danno i ed in altri e, ma in generale si può affermare che in tutto il Salento meridionale c'è una forte tendenza a trasformarle in a. Sicché abbiamo, ad esempio, passareḍḍu per “passerotto” oppure puareḍḍu per “poveretto”, mentre nella zona otrantina si usa dire passareddhru o pareddhru (Surano , Nociglia, Spongano); o ancora beddhru, buneddhru per indicare bello e carino. Le stesse vocali atone in posizione finale danno due esiti distinti i ed e, proprio come nel Salento centrale.
L'unica peculiarità consonantica da evidenziare del salentino meridionale è il passaggio dell'occlusiva velare /g/ da sonora a sorda (come il salentino centrale).